# Юргенсен, Биргит
Биргит Юргенсен (нем. Birgit Jürgenssen; 1949, Вена — 2003, Вена) — фотограф из Австрии, а также художница, график, куратор и преподаватель, проживавшая в Вене и специализировавшаяся на женском боди-арте. Её творчеству был посвящён ряд персональных выставок. Преподавала в Университете прикладных искусств (1981—1982) и Академии изобразительных искусств (1982—1997).

## Биография
Биргит Юргенсен родилась в Вене в 1949 году. С 1968 по 1971 год она училась в местном Университете прикладных искусств. Затем, с 1980 по 1981 год, преподавала в том же университете. В период с 1982 по 1997 год Юргенсен работала преподавателем в венской Академии изобразительных искусств. Кроме того, она выступала в роли куратора ряда выставок. Юргенсен скончалась в родном городе в 2003 году.

## Работы и критика
Биргит Юргенсен была признана одной из «выдающихся представительниц международного феминистского авангарда». С конца 1960-х годов она разрабатывала различные формы фотоискусства — основной темой её творчества было женское тело и его «трансформации». Её автопортреты и фотосерии освещали события, связанные с повседневной жизнью женщины: причём в самых различных формах, включая атмосферу «шокирующего страха» и предрассудков.
В творчестве Юргенсен были представлены различные «формы женственности», создаваемые или передаваемые посредством фотографии. Её работы отражали репрессивный и ограничительный характер общественных норм в отношении женщины того времени. Среди её работ встречались также рисунки и акварели. Большую роль в творчестве Юргенсен сыграл Юбер Винтер (нем. Hubert Winter) — управляющий домом-музеем «Усадьба Юргенсенов», где были представленные многие работы Биргит.
В 1972 году, создавая работу на «гендерную» тему, Юргенсен сфотографировала себя в четырёх позах, образующих четыре буквы в немецком слове «женщина» (нем. Frau). В другом автопортрете, созданном в 1976 году и названном «Я хочу убраться отсюда!», Юргенсен была одета как «хорошая жена» — в платье с «аккуратным белым воротничком и брошью из кружева», — при этом она изобразила себя прижатой щекой и руками к стеклянной витрине, что было интерпретировано критиками как «её захват в репрессивные нормы женской красоты и домашней жизни, которому часто подвергались женщины».
Фотографические работы Юргенсен, которых насчитывалось около 250, были выставлены на ретроспективной выставке, проведённой совместно Союзом коллекционеров (нем. Sammlung Verbund) и Венским форумом искусств Банка Австрии (нем. Bank Austria Kunstforum); пятьдесят из них экспонировались только венским Союзом. Одной из уникальных работ Юргенсен считался проект «10 дней — 100 фотографий», опубликованный в 1980 году. Эта коллекция, содержавшая 100 фотографий — действительно созданных в течение десяти дней, — состояла из автопортретов, сделанных на «Полароид», а также классических фотографий, на которых лицо главной героини было «замаскированно» мехом. Про эту серию сама Юргенсен сказала, что «личность женщины показана исчезающей — не осталось ничего, кроме фетишизированного объекта, который является центром мужской фантазии». В другой своей работе, созданной ранее (в 1974 году) и названной «Амазонка», Биргит Юргенсен сфотографировала «мать и дитя» в стоячих позах — с руками, подобными «фигурам святых на очень высоком стуле».
На многих своих рисунках и фотографиях Юргенсен активно использовала кожу в качестве основы композиции — при этом в этих своих работах ей зачастую удавалось как бы передать свойства этого материала. В этом контексте критики особо выделяли так называемую «серию обуви», выполненную в 1970-х годах и состоявшую из различных «скульптур обуви». Всего Юргенсен создала восемнадцать таких «скульптур», для каждой из которых она использовала различный материал: фарфор, воск, ржавчину, хлеб и даже челюсти животного, установленные на шелковой подушке («Relict Shoe», 1976). На одном из рисунков были изображены три камня в форме женского лобка — работа получила название «Конкурс красоты» (1978).
Другими заметными картинами Юргенсен были «Домохозяйка-фартук» (нем. Hausfrauen-Küchenschürze, 1975), «Гнездо» (нем. Nest, 1979) и «Сейчас» (нем. Nun, 1979) — автопортреты, выполненные в золотом цвете, на которых героиня одета в чёрную маску и представлена лежащей «в театральной обстановке». В частности, на первом из них Юргенсен изобразила себя в качестве «женской формы», слившейся с кухонной плитой и «образовавшей таким образом новый организм».
Биргит Юргенсен посвящены две крупные монографии. Первая, опубликованная издательством «Хатье Кантц» (нем. Hatje Cantz) в 2009 году, содержала некоторые фотографии художницы, иллюстрировавшие её «независимый подход» к искусству. Вторая монография была опубликована в 2010 году под редакцией Габриэль Шор и Хайке Эйпельдауера (нем. Heike Eipeldauer).

## Выставки

### Персональные выставки
- Retrospective, Bank Austria Kunstforum, Вена (2011).
- Sammlung Verbund, Вена (2009).
- Subversive Aspects of «Feminism», Музей прикладного искусства (MAK), Вена (2004).
- XL: 19 New Acquisitions in Photography, MoMA, Нью-Йорк (2013).
- Privacy, Schirn Kunsthalle, Франкфурт (2013).
- Centre Pompidou, Париж (2010).
- MAK и Галерея Бельведер, Вена[11].

### Избранные выставки
- X X, Kunsthal Charlottenborg, Копенгаген (1975)
- MAGNA. Feminismus: Kunst und Kreativität, Галерея у Святого Стефана[англ.], Вена (1975)
- LINEATUREN. Graphische Sammlung, Albertina, Вена, (1978)[5]